# Stéphane Archambault
 (août 2014).
Si vous disposez d'ouvrages ou d'articles de référence ou si vous connaissez des sites web de qualité traitant du thème abordé ici, merci de compléter l'article en donnant les références utiles à sa vérifiabilité et en les liant à la section « Notes et références ».
Pour les articles homonymes, voir Archambault (homonymie).
Stéphane Archambault (né à Montréal le 15 novembre 1969) est un acteur et chanteur québécois. Il s'est fait connaître pour son rôle dans le téléroman québécois 4 et demi... dans les années 1990. Il est également le chanteur et l'auteur des textes du groupe de musique néo-traditionnel Mes Aïeux (exception des textes traditionnels)’ . Il a également été membre de l'équipe des rouges à la Ligue nationale d'improvisation avec laquelle il a remporté la Coupe Charade en 2004.
En 2022, Archambault a animé La Grande Veillée, une émission musicale hebdomadaire télévisée de douze épisodes présentant la musique traditionnelle et folklorique de l'Amérique du Nord francophone.
Le 21 mars 2025, il annonce la sortie de son premier album solo.  Suivant sa rupture avec sa conjointe de longue date, il se remet à écrire et a rapidement réalisé que c'était encore l'écriture de chansons qui le porte et l'album Le Point a émergé, sorti le 23 mai 2025 

## Biographie
Stéphane Archambault est originaire de la région de Montréal. Il a grandi sur la rive-nord.
Il a deux frères, l'auteur François Archambault et Benoît, autre membre du groupe Mes Aïeux et également chanteur pour enfants Mon ami Benoît’. Il a été en couple pendant plus de deux décennies avec Marie-Hélène Fortin et se sont séparés aux alentours 2022-2023. Ils ont un fils, Clovis, né en avril 2004. Stéphane et Marie-Hélène ont accueilli leur deuxième enfant, une petite fille, le 27 mai 2012 à 22h01. Elle se prénomme Jeanne.
Il a étudié à l'École nationale de théâtre du Canada de 1990 à 1995.
Stéphane Archambault pratique le jeu d'improvisation théâtrale depuis le milieu de la décennie des années 1980. Il intervient également à l'intérieur de la Ligue nationale d'improvisation depuis plusieurs années.

## Carrière

### Télévision
- 1995 : 4 et demi... : Simon-Olivier Simard
- 1995 :  Les Héritiers Duval : Client du bar
- 1999 : Justice : Jean-François Trudeau
- 2000 : Audrey Hepburn, une vie (The Audrey Hepburn Story)
- 2001 : La Vie, la vie : Max
- 2002 : Rumeurs : Jacques Lacombe
- 2002-2003 : Caméra Café : Julien Lacasse
- 2016 : Web Thérapie : Antoine Lemelin
- 2017-2018 : Ruptures 3 et 4
- 2019-2020 : L'échappée
- 2021 : Nous
- 2022-2023 : La Grande Veillée : Animateur

### Cinéma
- 1998 : What's the big deal ? ou Straight From the Suburbs : Brad
- 1999 : Audrey Hepburn, ma vie de star
- 2003 : Mambo italiano : Cute Man
- 2004 : Mémoires affectives : François
- 2004 : Mon ex à moi :  Carl Vaillant
- 2010 : Gerry
- 2011 : Starbuck

### Théâtre
- Auguste Bardamu, Voyage au bout de la nuit, texte : Céline, mise en scène : Wajdi Mouawad, salle Fred-Barry
- David, Les Gagnants, texte et mise en scène : François Archambault, salle Fred-Barry

## Récompenses et nominations
Récompenses
- Coupe d'Improvisation Champlain de Laval 1986 et 1987
- Coupe d'improvisation Charade 2004